# Beatrice Grämer
Beatrice Grämer (* 26. April 1983) ist eine ehemalige deutsche Biathletin.
Beatrice Grämer vom WSC Bayerisch Gmain erreichte ihr bestes internationales Resultat mit der Staffel bei einem Europacup-Rennen in Jáchymov. Am 18. Januar 2002 erreichte sie an der Seite von Ina Menzel, Sabrina Buchholz und Sabine Flatscher als Schlussläuferin mit der deutschen Vertretung hinter der norwegischen Staffel den zweiten Platz. Es folgte die Teilnahme an den Junioren-Wettbewerben der Biathlon-Europameisterschaften 2002 in Kontiolahti. Im Einzel wurde sie Achte, 16. im Sprint und 14. der Verfolgung. 